# Curaro
Curaro è il nome comune di numerosi estratti alcaloidi di cui il principale è la tubocurarina preparati a partire da diverse piante della foresta amazzonica, utilizzati originariamente dagli indigeni sudamericani come veleno da freccia per la caccia e in seguito utilizzati come modelli per lo sviluppo di farmaci bloccanti neuromuscolari utilizzati principalmente in campo anestesiologico.

## Storia

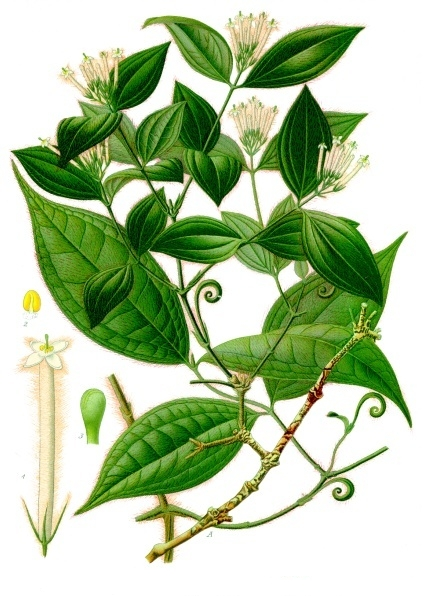
Strychnos toxifera da Koehler 1887

Nel XVI secolo gli esploratori occidentali osservarono gli indigeni delle zone del Perù, Brasile, Ecuador e Colombia usare un veleno da freccia chiamato curari o urari (che in lingua locale significa appunto veleno), in grado di uccidere animali e uomini in pochi minuti, anche solo dopo una ferita superficiale. Il veleno può essere usato per la caccia perché, mortale quando penetra direttamente nel torrente ematico, per via orale non viene assorbito.
Le prime notizie di questa sostanza in Europa si hanno nel 1516 e sono contenute in alcune lettere a Giovanni de' Medici da parte di Pietro Martire d'Anghiera; fu portato per la prima volta in Europa da Charles Marie de La Condamine nel 1736.
È solo nel XIX secolo che la preparazione del curaro fu descritta in maniera dettagliata ed esatta, da parte dei grandi esploratori Alexander von Humboldt e Aimé Bonpland: il curaro viene preparato a partire da Chondrodendron tomentosum, abuta e curarea (tutte liane), mescolate a volte con Strychnos. Le cortecce vengono grattate e poste in una foglia messa a guisa di imbuto, appesa a due lance; acqua fredda viene versata nell'imbuto e fatta percolare, il liquido scuro gocciola e viene raccolto in un recipiente di ceramica. Il liquido raccolto viene portato all'ebollizione varie volte per farlo schiumare, fino a che non si addensa lentamente; il liquido viene raffreddato e quindi scaldato un'ultima volta, fino a che non si forma uno strato vischioso che viene rimosso. Le punte delle frecce vengono bagnate nel liquido ed essiccate al fuoco.
Gli indigeni parlavano di "curaro un albero", "curaro due alberi" e "curaro tre alberi" per distinguere il curaro potente (una scimmia avvelenata può solo compiere un balzo da un albero ad un altro) e quello meno potente (la scimmia può saltare fino a tre alberi); la parola esatta che usavano per il curaro, infatti, era urari, che significa "chi lo riceve cade".
Ciò che più colpisce di questa preparazione è il fatto che i popoli cacciatori fossero riusciti a distinguere fra l'efficacia del veleno attraverso le lesioni e la sua innocuità per ingestione, capendo che era possibile utilizzarlo per la caccia.
Nel 1820 Charles Waterton comprese il meccanismo d'azione del curaro: sperimentò infatti il veleno su una mula che finì in morte apparente per poi venire rianimata grazie alla ventilazione artificiale. La pianta agisce quindi sulla respirazione, bloccandola e provocando la morte per asfissia. Nel 1844 il grande fisiologo francese Claude Bernard conferma che il curaro agisce bloccando la trasmissione nervosa alla muscolatura.